# Alessio-Bianchi
L'Alessio, precedentemente nota come Ballan, era una squadra maschile italiana di ciclismo su strada, attiva nel professionismo dal 1998 al 2004.
Nelle sette stagioni di attività fu più volte invitata ai Grandi giri, ottenendo tre vittorie di tappa e due podi finali al Giro d'Italia, e due successi di tappa alla Vuelta a España; vinse inoltre la Parigi-Roubaix 2004 con Magnus Bäckstedt.

## Storia
La squadra nacque nel 1998 come Ballan, sotto la direzione di Flavio Miozzo, già tecnico della Gewiss/Batik. Nel 1999 entrò come co-sponsor Alessio, azienda produttrice di cerchioni per automobili con sede a San Giorgio in Bosco (provincia di Padova), che dal 2000 divenne sponsor principale. Proprio nel 1999 Gilberto Simoni si classificò terzo al Giro d'Italia in maglia Ballan. Al Giro d'Italia 2001 Pietro Caucchioli vinse due tappe, sui traguardi di Reggio Emilia e Sanremo, e concluse nono in classifica generale: lo precedette in graduatoria il compagno Ivan Gotti, settimo.
Nel 2002 Caucchioli concluse terzo al Giro d'Italia; la squadra venne inoltre invitata per la prima volta al Tour de France, cogliendo poi anche due vittorie di tappa alla Vuelta a España con Angelo Furlan. L'anno dopo Fabio Baldato vinse la tappa di Matera al Giro d'Italia e Andrea Noè si piazzò al quarto posto della generale. Nel 2004 arrivarono il prestigioso successo nella Parigi-Roubaix con Magnus Bäckstedt, al termine di una volata ristretta, e quello nel campionato italiano in linea con Cristian Moreni.
Al termine della stagione 2004 la squadra si fuse con la Vini Caldirola-Nobili Rubinetterie di Roberto Amadio andando a costituire una nuova squadra per il neonato circuito UCI ProTour, la Liquigas-Bianchi.

## Cronistoria

### Annuario
| Anno | Codice | Nome                                                            | Cat. | Biciclette | Dirigenza                                                                                                  |
| ---- | ------ | --------------------------------------------------------------- | ---- | ---------- | --- |
| 1998 | BAL    | Ballan                                                          | GSI  | Scapin     | Manager: Flavio Miozzo Dir. sportivi: Dario Mariuzzo                                                       |
| 1999 | BAL    | Ballan-Alessio                                                  | GSII | Scapin     | Manager: Flavio Miozzo Dir. sportivi: Dario Mariuzzo                                                       |
| 2000 | ALS    | Alessio-Banca SMG (fino a metà aprile) Alessio (da metà aprile) | GSII | De Rosa    | Manager: William Hawes Dir. sportivi: Franco Chioccioli, Bruno Cenghialta                                  |
| 2001 | ALS    | Alessio                                                         | GSII | De Rosa    | Manager: William Hawes Dir. sportivi: Franco Chioccioli, Bruno Cenghialta, Dario Mariuzzo, Valerio Tebaldi |
| 2002 | ALS    | Alessio                                                         | GSI  | De Rosa    | Manager: Bruno Cenghialta Dir. sportivi: Dario Mariuzzo, Valerio Tebaldi                                   |
| 2003 | ALS    | Alessio                                                         | GSI  | De Rosa    | Manager: Bruno Cenghialta Dir. sportivi: Dario Mariuzzo, Valerio Tebaldi                                   |
| 2004 | ALB    | Alessio-Bianchi                                                 | GSI  | Bianchi    | Manager: Bruno Cenghialta Dir. sportivi: Dario Mariuzzo, Peter Nielsen                                     |

### Classifiche UCI
| Anno | Classifica | Pos. | Migliore cl. individuale |
| ---- | ---------- | ---- | ------------------------ |
| 1998 | GSI        | 23º  | Rodolfo Ongarato (124º)  |
| 1999 | GSII       | 2º   | Gilberto Simoni (26º)    |
| 2000 | GSII       | 9º   | Endrio Leoni (147º)      |
| 2001 | GSII       | 1º   | Aleksandr Šefer (92º)    |
| 2002 | GSI        | 14º  | Laurent Dufaux (45º)     |
| 2003 | GSI        | 12º  | Fabio Baldato (53º)      |
| 2004 | GSI        | 20º  | Franco Pellizotti (44º)  |

## Palmarès

### Grandi Giri
- Giro d'Italia

Partecipazioni: 6 (1998, 1999, 2001, 2002, 2003, 2004)
Vittorie di tappa: 3
2001: 2 (2 Pietro Caucchioli)
2003: 1 (Fabio Baldato)
Vittorie finali: 0
Altre classifiche: 0
- Tour de France

Partecipazioni: 3 (2002, 2003, 2004)
Vittorie di tappa: 0
Vittorie finali: 0
Altre classifiche: 0
- Vuelta a España

Partecipazioni: 5 (2000, 2001, 2002, 2003, 2004)
Vittorie di tappa: 2
2002: 2 (2 Angelo Furlan)
Vittorie finali: 0
Altre classifiche: 0

### Classiche monumento
- Parigi-Roubaix: 1

2004 (Magnus Bäckstedt)

### Campionati nazionali
- Campionati italiani: 1

In linea: 2004 (Cristian Moreni)
- Campionati jugoslavi: 1

In linea: 2002 (Aleksandar Nikačević)
- Campionati ucraini: 1

In linea: 2000 (Serhij Ušakov)